# Saloum (Fluss)
Der Saloum ist ein Fluss in dem westafrikanischen Staat Senegal. Er ist Hauptfluss eines in den Atlantik mündenden Flusssystems.

## Geographie
Der Saloum liegt zentral in Senegal, nördlich des Staates Gambia. Das Einzugsgebiet seines Flusssystems umfasst Teile der Regionen Tambacounda, Kaffrine, Kaolack und Fatick und ist das einzige der großen Flüsse Senegals, das vollständig innerhalb der Landesgrenzen liegt.
Das Quellgebiet des Saloum ist 70 Kilometer nordnordwestlich von Tambacounda zu finden und der Talweg seines Wassers beginnt mit kaum sichtbarem Bett, nur anhand des orohydrographischen Gefälles nachvollziehbar, als Intermittierendes Gewässer, dessen Bett sich nur in der Regenzeit mit Wasser füllt. Es zieht sich als solches in allgemeiner Westrichtung mit einem Talweg von ca. 246 Kilometer bis kurz vor Kaolack durch das zentralsenegalesische Tiefland. Erst auf den letzten ca. 132 Kilometern führt der Saloum ganzjährig Wasser.
Im Unterlauf, schon östlich von Kaolack bis zur Mündung, macht sich durch das geringe Gefälle die Gezeitenströmung bemerkbar. Bei Kaolack wird dieser Umstand wirtschaftlich genutzt, um in rund 800 Hektar großen Salzgärten Meersalz zu gewinnen. Der Fluss bildet Seitenarme aus, die sich westlich von Kaolack immer mehr zum Saloum-Delta verzweigen und an den Ufern von einem Mangrovensystem begleitet werden. Namhaftester linker südlicher Seitenarm ist der Diombos, der bis zur Mündung ein regelrechtes Inselarchipel umfließt, die Îles du Gandoul und auch für die Insellage der Départementspräfektur Foundiougne sorgt. Ihr gegenüber mündet der Sine als wichtigster Nebenfluss ein. Das amphibische Mündungsgebiet des Sine-Saloum mit Bolongs, die teilweise weit in das Landesinnere reichen, trifft in einer Breite von über 60 Kilometer auf die Küste des Atlantischen Ozeans, wo sich dem Fluss eine durch Wind und Wellen erzeugte Barriere von Küstendünen und Sandbänken entgegenstellt. Bis an die gambische Grenze reicht dieser Ästuar. Teile des Mündungsgebiets sind als Nationalpark Delta du Saloum ausgewiesen bzw. gelten der UNESCO als Biosphärenreservat.

## Verkehr
Der Fluss ist auf einer Länge von 112 Kilometern (bis Kaolack) für Seeschiffe unter 2000 BRT schiffbar. Um den Saloum mit einem Seeschiff befahren zu können, musste in der Mündung eine Sandbank (Barre) überquert werden, die in Abhängigkeit vom Tiefgang des Schiffes und vom jeweiligen Wasserstand nur zu bestimmten Tageszeiten passierbar war – Stand 1956/57.
Sowohl die Nationalstraße N 1, die von Dakar im Westen nach Tambacounda und weiter zur malischen Grenze nach Kayes führt, als auch die parallel laufende Bahnstrecke Dakar–Niger queren das Trockental des Saloum bei Birkelane in der Region Kaffrine. Die N 4 quert zusammen mit der N 5 den Fluss bei Kaolack mit einer rund 1400 Meter langen Damm-Brücken-Kombination, wobei die zwischen den Dämmen 200 Meter breit verbleibende Flussöffnung mit einer rund 235 Meter langen und rund 9,50 Meter breiten Brücke überspannt wird. Diese Brücke öffnet von Norden her als Transgambienne den Transitweg durch Gambia über die Senegambia Bridge in die südsenegalesische Casamance. 43 Kilometer westlich von Kaolack wurde schließlich am 16. Januar 2022 als letzte Brücke vor dem Saloum-Delta im Zuge der  Nationalstraße N 9 der 1290,90 Meter lange Pont de Foundiougne als mautpflichtige Brücke zum Ersatz der dortigen störanfällig gewordenen Fährverbindung dem Verkehr übergeben. Der Brückenbau befreit das ganze Département Foundiougne aus seiner verkehrstechnischen Randlage und verkürzt die Wege zwischen dort und den wirtschaftlichen Zentren Senegals auf dem Landweg erheblich. Auch der Weg von Senegal in die gambische Hauptstadt Banjul wurde erleichtert. Vorher war der Verkehr entweder auf den Umweg durch das Nadelöhr Kaolack oder auf die als Bac de Foundiougne eingesetzte Autofähre Îles du Gandoul angewiesen.

## Salinität

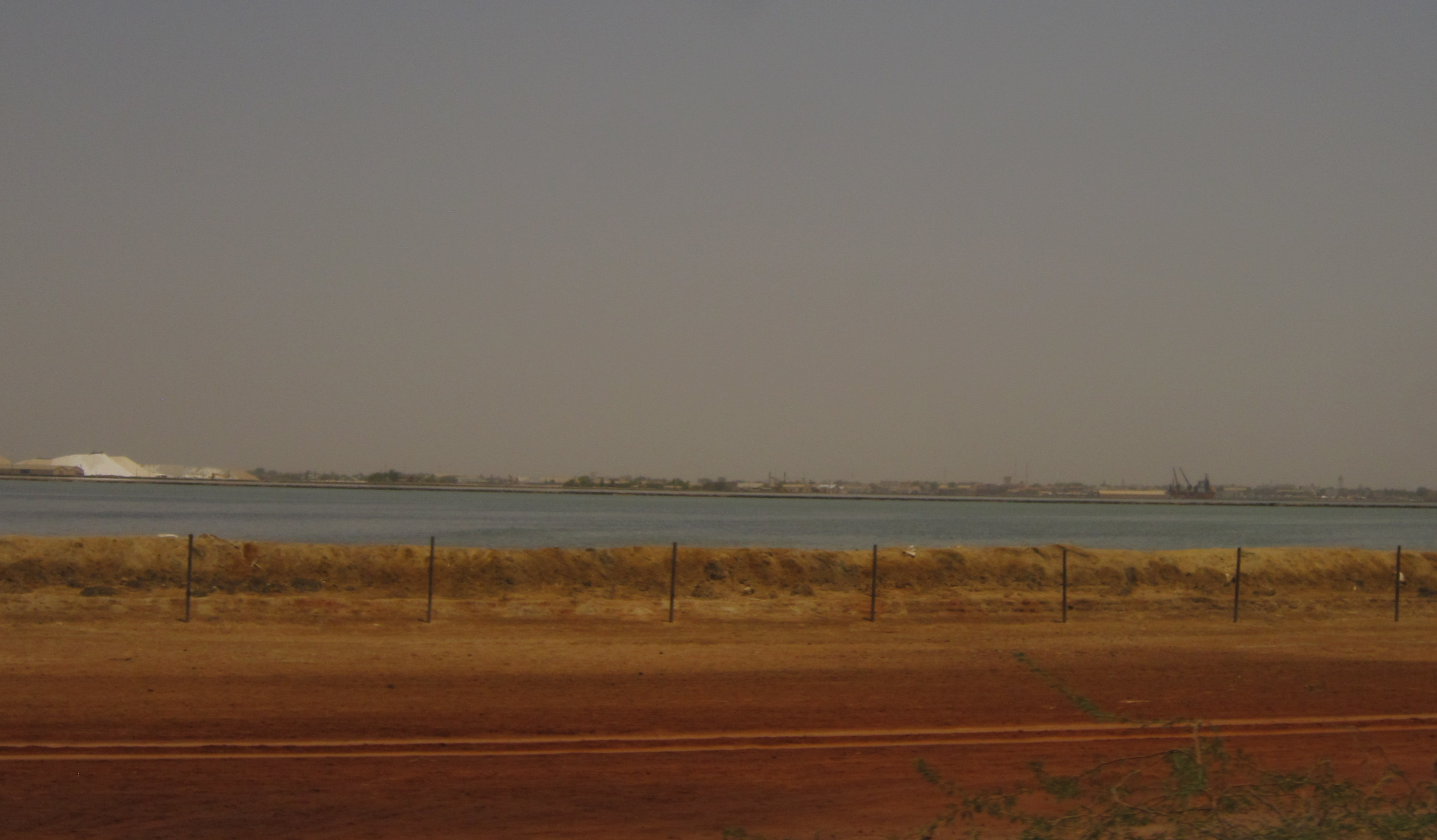
Salz (links) im Hafen von Kaolack

Während der Trockenzeit führt das Einzugsgebiet dem Fluss praktisch kein Wasser zu. Das Wasser des der Gezeitenströmung unterworfenen Unterlaufs ist Salzwasser aus dem Atlantik. Es kommt im Saloum und im Casamance zu einem negativen Abfluss, da Wasser verdampft und weiteres Wasser aus dem Ozean nachfließt. Die Aufsalzung kann bis zu mehr als 100 g/l betragen. Daher wird das hypersaline Wasser in Salinen um die Stadt Kaolack verdampft und dadurch Salz gewonnen.
Die Salinität des Saloum wurde ab Mitte der 1920er Jahre gemessen. Nachfolgendes Diagramm zeigt die Durchschnittliche Salinität ab 1928 bis 1969, und 1970 bis 1985. Es ist ein Anstieg während der Dürre im Sahel in den 1970er und 1980er Jahren zu beobachten. Ausgehend von einer Salinität des Atlantiks von etwa 35 g/l, kam es während der Dürre praktisch zu keinem Abfluss in den Atlantik.
Durchschnittliche Salinität des Saloum in g/l